# راندي كاستيلو
راندي كاستيلو (بالإنجليزية: Randy Castillo) هو موسيقي ومغني وطبال أمريكي، ولد في 10 ديسمبر 1950 في ألباكركي في الولايات المتحدة، وتوفي في 26 مارس 2002 في لوس أنجلوس في الولايات المتحدة بسبب سرطان الجلد.

## وصلات خارجية
- الموقع الرسمي
- راندي كاستيلو على موقع IMDb (الإنجليزية)
- راندي كاستيلو على موقع ميوزك برينز (الإنجليزية)
- راندي كاستيلو على موقع إن إن دي بي (الإنجليزية)
- راندي كاستيلو على موقع ديسكوغز (الإنجليزية)
- راندي كاستيلو على موقع قاعدة بيانات الفيلم (الإنجليزية)